# Ardinex

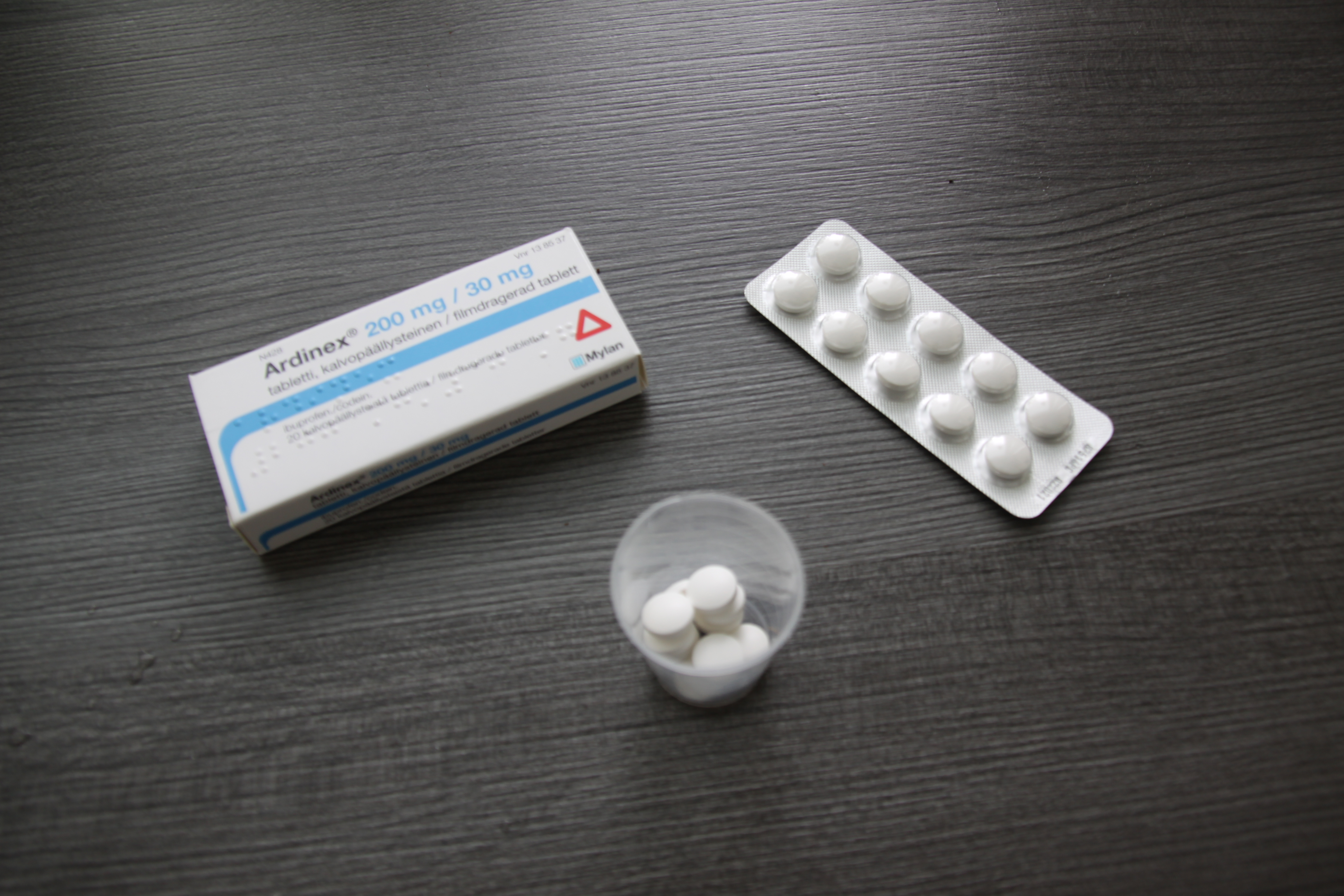

Ardinex är ett analgetikum, som används mot värk och smärtor av olika slag. De aktiva substanserna är Ibuprofen och kodein. Ibuprofen är inflammationshämmande, smärtlindrande och febernedsättande. Kodein lindrar smärta. 
Samtidigt bruk av alkohol bör undvikas.
Risk för tillvänjning föreligger.
Se även läkemedelsberoende.